# Peremojnenska, Iakîmivka
Peremojnenska (în ucraineană Переможненська) este o comună în raionul Iakîmivka, regiunea Zaporijjea, Ucraina, formată numai din satul de reședință.

## Demografie
Componența lingvistică a comunei Peremojnenska
     Ucraineană (77,96%)
     Rusă (19,83%)
     Alte limbi (0,93%)
Conform recensământului din 2001, majoritatea populației comunei Peremojnenska era vorbitoare de ucraineană (77,96%), existând în minoritate și vorbitori de rusă (19,83%) și găgăuză (1,14%).